# 2825 Crosby
2825 Crosby è un asteroide della fascia principale. Scoperto nel 1938, presenta un'orbita caratterizzata da un semiasse maggiore pari a 2,2454393 UA e da un'eccentricità di 0,1745547, inclinata di 3,51975° rispetto all'eclittica.